# Радойко Аврамович
Радойко Аврамович (серб. Radojko Avramović / Радојко Аврамовић, нар. 29 листопада 1949, Сєниця) — югославський футболіст, що грав на позиції воротаря. По завершенні ігрової кар'єри — югославський, а потім сербський тренер.

## Клубна кар'єра
У дорослому футболі дебютував 1969 року виступами за команду «Борац» (Чачак), в якій провів п'ять сезонів у другому за рівнем дивізіоні Югославії.
У 1974 році Аврамович перейшов у клуб вищого дивізіону «Рієка», зіграв у 119 матчах чемпіонату і виграв Кубок Югославії 1977/78. Як переможниця Кубка «Рієка» вперше в історії потрапила у єврокубки, зігравши у Кубку володарів кубків 1978/79, вилетівши у другому раунді. В цьому ж році клуб вдруге поспіль виграв національний кубок.
У 1978 році Футбольна асоціація Англії скасувала обмеження на іноземних гравців у футбольній лізі і Аврамович зацікавив менеджера клубу Другого дивізіону «Ноттс Каунті» Джиммі Сіррела, який переконав голову клуба Джека Даннета заплатити за гравця рекордні £ 200,000. Сіррел взяв Аврамовича під свою особисту опіку і пізніше вважав гравця одним зі своїх найкращих футболістів. 4 серпня 1979 року він зіграв свою першу гру за клуб проти «Мансфілд Таун» в рамках Англо-шотландського кубка. 18 серпня він дебютував у чемпіонаті в грі проти «Кардіфф Сіті». У першому сезоні команда зайняла лише 17-те місце, але вже в сезоні 1980/81 зайняла друге місце і вийшла в елітний дивізіон, значною мірою завдяки грі Аврамовича, який провів 16 «сухих» матчів. У першому сезоні клубу у вищому дивізіоні після 54 років відсутності Аврамович зіграв у всіх 42 матчах ліги, залишившись основним голкіпером і на наступний сезон і був визнаний найкращим гравцем клубу у сезоні 1982/83 році.
У 1983 році Аврамович виїхав до Канади з наміром грати за «Інтер Монреаль», але менеджер «Ковентрі Сіті» Боббі Гоулд переконав його грати за них у першому дивізіоні 1983/84 років. Радойко дебютував у переможному матчі над «Лестер Сіті» (2:1) і починав як основний воротар, але вибув зі стартового складу після декількох воротарських помилок, пропустивши безглузді голи спочатку в матчі з «Вотфордом», а потім і зі «Сток Сіті» через кілька тижнів. Після цього Гоулд в інтерв'ю після матчу заявив, що не збирається знову випускати Аврамовича, і Радойко повернувся до Югославії. Там він став гравцем клубу ОФК (Белград), вигравши титул переможця Східного дивізіону Другої ліги в своєму єдиному сезоні з клубом, по закінченні якого завершив ігрову кар'єру у віці 35 років.

## Виступи за збірну
15 листопада 1978 року зіграв свій єдиний матч у складі національної збірної Югославії, відігравши всю гру в рамках Балканського кубка проти Греції (4:1).

## Кар'єра тренера
У 1991 році Аврамович переїхав до Азії, де у 1993—1998 роках очолював молодіжні збірні Оману. У серпні 1998 року він був призначений на посаду помічника головного тренера збірної Кувейту, а також паралельно став головним тренер олімпійської збірної цієї країни. Він подолав з командою кваліфікацію на літні Олімпійські ігри 2000 року, де його збірна не вийшла з групи. Після від'їзду Берті Фогтса в лютому 2002 року Аврамович перейшов на посаду головного тренера національної збірної Кувейту. Він привів головну команду до її першого титулу переможця на футбольному турнірі Західноазійських ігор, а команду до 23 років — до чвертьфіналу Азійських ігор 2002 року, де вони програли 0:1 Ірану. Його контракт, однак, був припинений, коли в грудні Кувейт не зміг вийти з групи на домашньому Кубку арабських націй 2002 року. Після цього з лютого по липень 2003 року він очолював оманський клуб «Маскат» і привів його до титулу чемпіона країни 2002/03.
У 2003 році він очолив збірну Сінгапуру і незмінно керував нею протягом наступних 10 років. У 2004 році він сенсаційно виграв з нею чемпіонат АСЕАН, перемігши у фіналі збірну Індонезії з рахунком 5: 2. Втім, розвинути несподіваний успіх своєї команди йому не вдалося —  потрапити на Кубок Азії 2007 року, який проходив зовсім поруч, його команда не зуміла, а на Азійських іграх 2006 року в Досі збірна вибула вже після першого раунду. Це настільки засмутило Аврамовича, що він вигнав зі збірної декількох гравців, назвавши їх «халявщиками» і «халтурниками».
2007 року Радойко і його команда знову стали переможцями на чемпіонаті АСЕАН, обігравши у двоматчевому фіналі Таїланд із загальним рахунком 3:2 і захистивши титул чемпіонів Південно-Східної Азії. Це принесло сербу нечувану популярність в країні, а фанати назвали його «Творцем чудес», забувши всі старі образи і поразки. У вересні 2007 року пішли чутки про те, що сербський фахівець збирається покинути збірну, оскільки в грудні завершується термін дії його контракту, проте Аврамович після переговорів все-таки залишився в збірній.
Підтвердити свою зростаючу силу, проте, команда знову не зуміла —  у 2010 році на чемпіонаті АСЕАН команда не вийшла з групи, і це призвело до того, що збірну в січні 2011 року спочатку розпустили, а потім знову зібрали за допомогою все того ж Аврамовича. Незважаючи на те, що Сінгапур у відбірковому турнірі до чемпіонату світу програв усі шість матчів на другому груповому етапі, сербський фахівець залишився в команді. У жовтні 2012 року повідомлялося, що Аврамович і федерація прийшли до взаємної згоди, що його контракт не буде продовжений, незалежно від виступу команди на Кубку АСЕАН 2012 року. На цьому турнірі Аврамович втретє для себе і вчетверте для збірної виграв трофей, після чого покинув збірну.
У лютому 2014 року Радойко очолив збірну М'янми, але вже 17 жовтня 2015 року був звільнений з посади рішенням Федерації. Жодних особливих досягнень на посту тренера цієї команди Аврамович не добився, вигравши лише товариський турнір «Philippine Peace Cup».
Наразі останнім місцем тренерської роботи була збірна Кувейту, виконувачем обов'язків головного тренера якої Радойко Аврамович був недовго протягом 2018 року.

## Статистика

### Клубна
| Клуб            | Сезон   | Югославія       | Югославія | Югославія | Кубок        | Кубок        |            |            | Єврокубки | Єврокубки | Всього | Всього |
| Клуб            | Сезон   | Дивізіон        | Ігор      | Голів     | Ігор         | Голів        | Ігор       | Голів      | Ігор      | Голів     | Ігор   | Голів  |
| --------------- | ------- | --------------- | --------- | --------- | ------------ | ------------ | ---------- | ---------- | --------- | --------- | ------ | ------ |
| «Борац» (Чачак) | 1969–70 | Друга ліга      | -         | -         | -            | -            | —          | —          | —         | —         | 0      | 0      |
| «Борац» (Чачак) | 1970–71 | Друга ліга      | -         | -         | -            | -            | —          | —          | —         | —         | 0      | 0      |
| «Борац» (Чачак) | 1971–72 | Друга ліга      | -         | -         | -            | -            | —          | —          | —         | —         | 0      | 0      |
| «Борац» (Чачак) | 1972–73 | Друга ліга      | -         | -         | -            | -            | —          | —          | —         | —         | 0      | 0      |
| «Борац» (Чачак) | 1973–74 | Друга ліга      | -         | -         | -            | -            | —          | —          | —         | —         | 0      | 0      |
| «Борац» (Чачак) | 1974–75 | Друга ліга      | -         | -         | -            | -            | —          | —          | —         | —         | 0      | 0      |
| «Борац» (Чачак) | Всього  | Всього          | 0         | 0         | 0            | 0            | 0          | 0          | 0         | 0         | 0      | 0      |
| «Рієка»         | 1974–75 | Перша ліга      | 5         | 0         | —            | —            | —          | —          | —         | —         | 5      | 0      |
| «Рієка»         | 1975–76 | Перша ліга      | 16        | 0         | 1            | 0            | —          | —          | —         | —         | 17     | 0      |
| «Рієка»         | 1976–77 | Перша ліга      | 34        | 0         | 2            | 0            | —          | —          | —         | —         | 36     | 0      |
| «Рієка»         | 1977–78 | Перша ліга      | 31        | 0         | 5            | 0            | —          | —          | —         | —         | 36     | 0      |
| «Рієка»         | 1978–79 | Перша ліга      | 32        | 0         | 6            | 0            | —          | —          | 4         | 0         | 42     | 0      |
| «Рієка»         | 1979–80 | Перша ліга      | 1         | 0         | 0            | 0            | —          | —          | 0         | 0         | 1      | 0      |
| «Рієка»         | Всього  | Всього          | 119       | 0         | 14           | 0            | 0          | 0          | 4         | 0         | 137    | 0      |
| Клуб            | Сезон   | Англія          | Англія    | Англія    | Кубок Англії | Кубок Англії | Кубок Ліги | Кубок Ліги | Європа    | Європа    | Всього | Всього |
| «Ноттс Каунті»  | 1979–80 | Другий дивізіон | 33        | 0         | 0            | 0            | 2          | 0          | —         | —         | 35     | 0      |
| «Ноттс Каунті»  | 1980–81 | Другий дивізіон | 38        | 0         | 1            | 0            | 6          | 0          | —         | —         | 45     | 0      |
| «Ноттс Каунті»  | 1981–82 | Перший дивізіон | 42        | 0         | 0            | 0            | 2          | 0          | —         | —         | 42     | 0      |
| «Ноттс Каунті»  | 1982–83 | Перший дивізіон | 36        | 0         | 2            | 0            | 5          | 0          | —         | —         | 41     | 0      |
| «Ноттс Каунті»  | Всього  | Всього          | 149       | 0         | 3            | 0            | 15         | 0          | 0         | 0         | 167    | 0      |
| «Ковентрі Сіті» | 1983–84 | Перший дивізіон | 18        | 0         | 4            | 0            | 2          | 0          | —         | —         | 24     | 0      |
| «Ковентрі Сіті» | Всього  | Всього          | 18        | 0         | 4            | 0            | 2          | 0          | 0         | 0         | 24     | 0      |
| Клуб            | Сезон   | Югославія       | Югославія | Югославія | Кубок        | Кубок        |            |            | Єврокубки | Єврокубки | Всього | Всього |
| ОФК (Белград)   | 1984–85 | Друга ліга      | 25        | 0         | -            | -            | —          | —          | —         | —         | 25     | 0      |
| ОФК (Белград)   | Всього  | Всього          | 25        | 0         | 0            | 0            | 0          | 0          | 0         | 0         | 25     | 0      |
| Загалом         | Загалом | Загалом         | 311       | 0         | 21           | 0            | 17         | 0          | 4         | 0         | 353    | 0      |

Примітки:
1. ↑  Участь у Кубку володарів кубків.

## Титули і досягнення

### Як гравця
- Володар Кубка Югославії (2):

«Рієка»: 1977/78, 1978/79

### Як тренера
- Чемпіон Оману: (1):

«Рієка»: 2002–03
- Чемпіонат Південно-Східної Азії: (3):

Сінгапур: 2004, 2007, 2012